# Kpatoura (Kampti)
Pour les articles homonymes, voir Kpatoura.
Kpatoura est une localité frontalière située dans le département de Kampti de la province du Poni dans la région Sud-Ouest au Burkina Faso.

## Géographie
Kpatoura se trouve à environ 25 km au sud-ouest du centre de Kampti, le chef-lieu du département, à 12 km à l'ouest de la route nationale 12, ainsi qu'à 7 km au sud d'Irinao. Le village est situé un kilomètre au nord de la frontière ivoirienne.

## Santé et éducation
Le centre de soins le plus proche de Kpatoura est le centre de santé et de promotion sociale (CSPS) d'Irinao tandis que le centre médical est à Kampti et que le centre hospitalier régional (CHR) de la province se trouve à Gaoua.